# Ernestina Abambila
Ernestina Abambila (ur. 30 grudnia 1998 w Sekondi-Takoradi) – ghańska piłkarka, grająca na pozycji pomocnika. Występuje w drużynie UKS SMS Łódź i w reprezentacji Ghany.

## Życiorys
Karierę piłkarską rozpoczynała w drużynach uniwersyteckich w Stanach Zjednoczonych. Grając w barwach FK Mińsk, została pierwszą piłkarką w historii Ghany, która zdobyła gola w Lidze Mistrzyń. W 2014 reprezentowała Ghanę na Mistrzostwach Świata w piłce nożnej U-17, a w 2018 na Mistrzostwach Świata w piłce nożnej U-20.